# Cultura hype
O termo hype culture refere-se a uma tendência cultural dentro da cultura de consumo contemporânea, que corresponde à busca constante da última “grande coisa”. Hype pode ser descrito como um sentimento de engajamento, motivação ou excitação extremos, podendo, designar, também, "publicidade ou promoção extravagante ou intensiva" ou "promover ou divulgar (um produto ou ideia) intensamente, muitas vezes exagerando sua importância ou benefícios". Esse fenômeno circula em torno do conceito de expectativa,  mais precisamente se caracteriza por uma atitude de expectativas excessivas e positivas que os consumidores atribuem a produtos, serviços ou avanços tecnológicos ainda não lançados.  
Hype é um termo amplamente usado na prática comum para descrever exagero, distorção e amplificação desnecessária de informações associadas à inovação;  a cultura do hype poderia então ser traduzida como “cultura do exagero”. A cultura do hype não afeta apenas o alvo das práticas de hype, que é o consumidor final que compra o produto após o lançamento, tem consequências também no estabelecimento de como os produtores e a mídia se comportam quando se trata de produtos ou serviços inovadores. A cultura do hype é sinônimo de desejo pela última novidade. A novidade é considerada uma característica central na cultura de consumo contemporânea, especialmente para a dinâmica da moda na modernidade como sugere Georg Simmel. A cultura do hype também pode estar relacionada ao consumo atrativo, conceito proposto por Thorstein Veblen.  De acordo com a teoria de Veblen, as pessoas consomem atrativamente por dois motivos principais – o primeiro é ser reconhecido por seus pares e o segundo é alcançar um status social mais elevado na sociedade. Ambos os elementos refletem a cultura e a classe social ou econômica em que os consumidores residem.     

## Expectativas dos consumidores
A cultura do hype está estritamente relacionada ao conceito de expectativa. Na sociologia, a expectativa é definida como uma ideia sobre o futuro que é criada e difundida através da interação social.  O hype para um produto, serviço ou tecnologia futura é construído tanto na expectativa individual quanto na expectativa coletiva (ou compartilhada). Individualmente, a expectativa é estabelecida a partir do conhecimento e familiaridade possuídos com o produto ou serviço de interesse,  e, então, continua no tempo sob a forma de um conflito entre julgamentos perceptivos (julgamentos feitos sobre novas informações) e experiências anteriores (julgamentos feitos anteriormente, relativos a informações prévias). Uma expectativa coletiva, ao contrário, é formada por imaginários compartilhados: formas de vida social e ordem social centradas no desenvolvimento da inovação.  No entanto, uma expectativa compartilhada não está desvinculada das expectativas individuais, mas é construída em torno destas últimas por meio da interação social e da cobertura da mídia. 
A cultura do hype e as expectativas coletivas são conseqüentes, o hype (engajamento/motivação/excitação) é construído em torno de uma inovação, principalmente quando feito desde os estágios iniciais de desenvolvimento, estabelece um vínculo com os consumidores-alvo criando uma expectativa compartilhada.  Tais expectativas evoluem à medida que a inovação está em desenvolvimento formando “comunidades de promessa”,  atraindo atores sociais, jornalistas e formadores de opinião que não desejam ser excluídos de tais interações.  O hype é gerado quando o mecanismo natural das expectativas é inflado.  A "inflação" é induzida tanto por estratégias publicitárias (como trailers, demos ou sneak peeks - prévias do produto) quanto pela cobertura da mídia sobre a inovação visada. 

## Comunidades de fãs
A crescente visibilidade e acessibilidade do fandom na era da mídia digital desafia as noções do público de fãs como excepcional e distinto do “público normal”.  A continuidade das formas de produtividade dos fãs, que agora muitas vezes migraram online nas últimas duas décadas, mudou drasticamente as culturas dos fãs.  Isso aumentou sua visibilidade e acessibilidade, de modo que os fãs constroem seus objetos de fãs a partir de um 'campo de gravidade textual' composto de diferentes episódios, trailers, narrativas em suas experiências e expectativas. As pessoas que se identificam como fãs comuns têm um amplo objeto de fãs, usam plataformas online como o assistir o YouTube a trailers e resenhas na tentativa de encontrar novas séries que, no entanto, correspondam às suas expectativas. Além disso, há um outro lado desse caso que é chamado de "anti-fãs"' nas comunidades de fãs. Anti-fãs podem ter sido fãs no passado, mas ficaram desapontados com o objeto fã. Por trás da antipatia, afinal, sempre há expectativas. Quando tais expectativas não são atendidas, anti-fãs podem ser criados.  

## Ciclos de hype para produtos, serviços e novas tecnologias
Veja também: Hype (marketing) e ciclo Hype

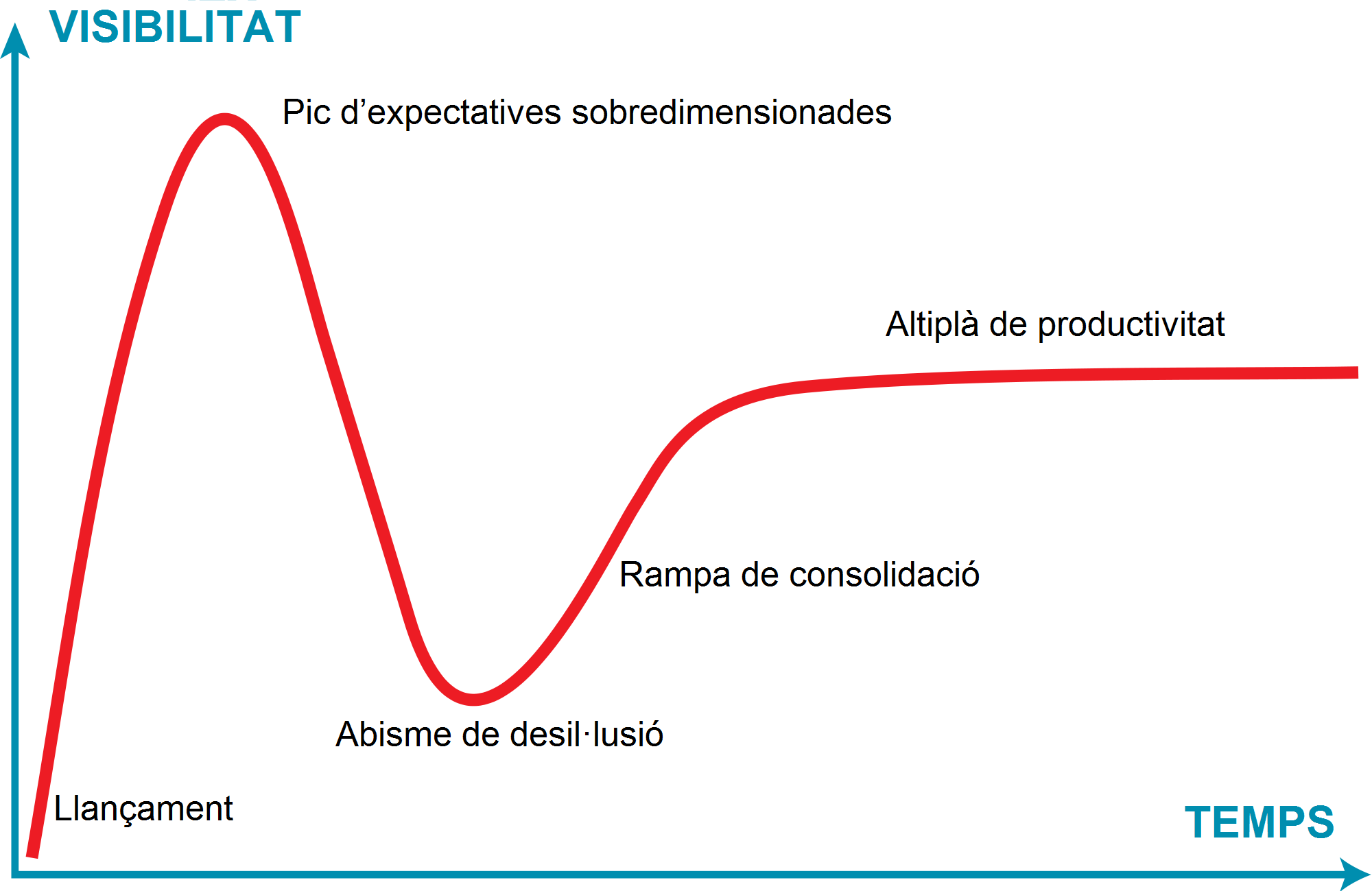
Ciclo Hype (visibilidade x tempo): Gatilho de inovação, Pico de expectativas infladas, Vale de Desilusão, Incliação da iluminação e o Platô de produtividade

Inspirado pelas curvas de “nível de hype” e “nível de maturidade de engenharia ou de negócios”, o Gartner estabeleceu o modelo de ciclo de hype em 1995.  Esse modelo explica que as empresas estão cientes do hype e das expectativas geradas pelos próximos produtos ou tecnologias e constroem estratégias para maximizar seus lucros de acordo com essa expectativa que criaram. Os profissionais de marketing usam técnicas específicas para estimular o hype, como o ciclo de hype do Gartner,  que descreve a progressão típica de uma tecnologia emergente, do entusiasmo excessivo do usuário e da mídia por um período de desilusão até uma eventual compreensão da relevância e do papel da tecnologia em um mercado ou domínio. 
Cinco fases podem ser distinguidas: 
- Gatilho de inovação: quando é feito o primeiro anúncio público sobre o produto. Ele inicia o hype; a mídia começa a falar sobre isso.
- Pico das expectativas infladas: a cobertura da mídia e as discussões sobre o produto impulsionam as expectativas.
- Vale da desilusão: o hype criado em torno do produto não atende ao desempenho. As discussões públicas e a cobertura da mídia agora estão criando um hype negativo.
- Inclinação da iluminação: a tecnologia é aprimorada; desempenho real é alcançado pelo produto.
- Platô de produtividade: agora que o produto foi aprimorado, é adotado pelo público. [9]

Um exemplo relevante desse ciclo poderia ser ilustrado pela empresa Apple , que insiste muito no lado do marketing e do design, criando um hype internacional em torno dos seus produtos e, sobretudo, do seu “conceito” do que na eficácia real dos novos produtos. Este ciclo de hype teorizado pelo Gartner é hoje criticado por alguns estudiosos. Outros estudiosos querem aprimorá-lo com relações de modelos matemáticos, para que o modelo possa operacionalizar quantitativamente suas análises. 

## Hype na indústria de mídia e entretenimento
A ideia de hype culture na indústria do entretenimento é baseada em um fluxo explosivo de informações, realizado dentro de uma rede, em que os usuários expressam suas próprias preferências ou opiniões sobre um produto ou serviço.  Por esta razão, o boca-a-boca online  pode ter uma influência decisiva na escolha do consumidor final. Isso é amplificado graças à publicidade online, blogs ou avaliações online .  O hype pode criar grandes expectativas nas pessoas, afetando negativamente os consumidores caso o produto final não atenda às expectativas criadas antes do lançamento. Isso acontece principalmente nas comunidades de fãs criadas em plataformas de mídia social como Facebook , Reddit etc. 
Os efeitos do hype na cultura de consumo contemporânea podem ser considerados uma "faca de dois gumes", pois as expectativas do consumidor levantadas para o lançamento de um novo produto podem ser atendidas, mas se uma estratégia de comunicação ou marketing não for bem gerida, isso pode levar a uma decepção geral com um conseqüente dano à imagem da marca ou do próprio produto.  Vários exemplos desse efeito estão presentes na história da indústria cinematográfica e de videogames.  
Na indústria de entretenimento ocidental contemporânea, o conceito de pré-encomenda está associado à tendência da cultura do hype. Essa tática é usada por profissionais de marketing e varejistas com a intenção de criar um valor esperado crescente do produto que ainda não foi lançado. A possibilidade de adquirir um novo produto tende a gerar na mente do consumidor a sensação de fazer parte de uma comunidade exclusiva. 
Um exemplo recente desse conceito é o caso de Cyberpunk 2077,  um jogo que vinha construindo hype há quase uma década. Após o lançamento, muitos clientes desapontados exigiram reembolsos dos distribuidores que sobrecarregaram os representantes de atendimento ao cliente da Sony e até derrubaram brevemente um de seus sites corporativos. Em resposta, a Sony e a Microsoft disseram que ofereceriam reembolso total a qualquer pessoa que comprasse o videogame em suas lojas online. Mas também é um conto que os insiders disseram que esperavam por meses, com base no histórico de desenvolvimento de jogos da CD Projekt Red e nos sinais de alerta de que o Cyberpunk 2077 pode não corresponder às suas expectativas. 
Às vezes, o hype é usado deliberadamente. Na indústria de filmes e séries de TV, as empresas costumam usar várias técnicas de marketing em trailers para criar hype e atrair mais atenção. No filme Godzilla de 2014, por exemplo, os produtores adicionaram o ator Bryan Cranson, após seu papel de sucesso na série da AMC Breaking Bad , usando seu personagem Joe Brody em todos os trailers para aumentar o hype. Apesar disso, na versão lançada do filme, as pessoas ficaram decepcionadas ao perceber que seu personagem morre no primeiro terço do filme. 